# Saint-Jean-de-Paracol

Saint-Jean-de-Paracol este o comună în departamentul Aude din sudul Franței. În 1 ianuarie 2022 avea o populație de 137 de locuitori.